# Legge 16 maggio 1970, n. 281
La legge 16 maggio 1970 , n. 281, è una legge ordinaria della Repubblica Italiana con cui si è dato avvio al processo di decentramento amministrativo in Italia previsto dall'articolo 5 e dall'articolo 118 della Costituzione italiana.

## Storia
Dopo la nascita della Repubblica Italiana la norma costituzionale sulle regioni a statuto ordinario era rimasta inattuata: non era bastata l'approvazione parlamentare della legge 10 febbraio 1953, n. 62, di attuazione del titolo V della Costituzione, in materia di regioni ed enti locali: proposta con un disegno di legge firmato dal ministro dell'interno Mario Scelba, era la prima legge che tentava di attivare i relativi organismi.
Nell'illustrare la volontà di superare lo stallo in cui l'attuazione di quella legge era caduta, "il senatore Pieraccini rispose, restando su un terreno prettamente politico, che «l’intento era quello di eliminare le contraddizioni ormai palesi tra la realtà politico-sociale di oggi, l’autonomia regionale e la vecchia legge Scelba», rivedendo la disciplina da questa dettata (oltre a regolare alcuni profili dell’avvio finanziario della riforma regionale)".
L'articolo 17 della nuova legge delegava il governo italiano ad emanare decreti legislativi per regolare il passaggio delle funzioni dal Governo alle regioni. Tali decreti, 11 in tutto, furono emanati entro il 15 gennaio del 1972. La norma fu poi abrogata dal decreto legislativo 18 agosto 2000, n. 267.

## Contenuto
La legge si compone di 21 articoli, dei quali quelli dall'articolo 14 all'articolo 21 riguardano norme finali e transitorie.
Con questa legge, che stabilisce quali siano le entrate proprie delle regioni italiane a statuto ordinario, si è data concreta attuazione alle previsioni costituzionali, rimaste inattuate fino ad allora. 
La legge definisce le entrate tributarie regionali (imposte e tasse), l'esistenza di un patrimonio regionale e la creazione di un fondo interregionale, nonché la possibilità per i comuni di erogare servizi, anche in forma privatistica o associata con i privati, e la legge 22 luglio 1975, n. 382. L'art. 17 delegava il governo italiano al passaggio di funzioni e di personale dallo Stato alle Regioni.